# Horandi, Aurad
Horandi là một làng thuộc tehsil Aurad, huyện Bidar, bang Karnataka, Ấn Độ.